# 竜巻小天狗
『竜巻小天狗』（たつまきこてんぐ）は、関西テレビとフジテレビで放送されていた宝塚映画制作所（現・宝塚映像）製作の時代劇である。全26話。湯浅電池（現・ジーエス・ユアサコーポレーション）の一社提供。

## 概要
忍術を会得して旅に出た豊臣秀頼の子・峰の小太郎が、行く先々で「たつまき小天狗」に変身し、世の悪を懲らしめる。
後にTBSの『ウルトラマンA』で主演を務める高峰圭二の、初のテレビ主演作である。

## 放送時間
関西テレビでは1960年5月3日から同年10月25日まで、毎週火曜 18:15 - 18:45 （日本標準時）に放送。フジテレビでも放送されていたが、当時同局は火曜18:15枠で『海底人8823』を放送していたため、本番組は以下の時間帯に放送されていた。
- 日曜 12:15 - 12:45 （1960年5月8日 - 1960年5月29日）
- 土曜 18:15 - 18:45 （1960年6月4日 - 1960年10月29日）

## 出演者
- 峰の小太郎、たつまき小天狗：高峰圭二
- 市川小金吾
- 中野伝次郎
- 楠栄二
- 長谷川みのる
- 弘世東作
- 瀬川恭助
- 小園千春
- 中林真智子
- 園ゆかり
- 柴田房夫
- 矢野憲治
- 男城輝
- 妻木一平
- 丸橋清美
- 宮津亮
- ほか

## スタッフ
- 脚本：梅林貴久生
- 演出：倉谷収
- 制作：宝塚映画制作所

## 主題歌
「竜巻小天狗」
作詞：宮一朗 / 作曲：織田始 / 編曲：武市昌久
歌手不詳。歌は児童によるものだが、クレジット表記は無い。

## サブタイトル
1. 沙羅門教との対決（前編）
2. 沙羅門教との対決（後編）
3. 天にかわりて（前編）
4. 天にかわりて（後編）
5. 恐るべき秘宝（前編）
6. 恐るべき秘宝（後編）
7. 銀飾りの秘密（前編）
8. 銀飾りの秘密（後編）
9. 人なし村の怪奇（前編）
10. 人なし村の怪奇（後編）
11. 狙われた金山（前編）
12. 狙われた金山（後編）
13. 風雲三日月城（前編）
14. 風雲三日月城（後編）
15. 雷岳の決闘
16. 魔王山の対決
17. 一千両異変（前編）
18. 一千両異変（後編）
19. 変化鷲尾峠（前編）
20. 変化鷲尾峠（後編）
21. 傍若無人谷（前編）
22. 傍若無人谷（後編）
23. 剣の舞（前編）
24. 剣の舞（後編）
25. 平和を乱すな（前編）
26. 平和を乱すな（後編）

## コミカライズ
本作の放送当時、講談社の『ぼくら』と『たのしい四年生』にコミカライズ版が連載されていた。『ぼくら』連載版の担当者は案：一峰大二 / 画：森田繁（後の森田拳次）。『たのしい四年生』連載版の担当者はたつみ勝丸（1960年5月号のみ） → 小松立美（1960年6月号 - 1961年1月号）。

## 参考資料
- テレビドラマデータベース[どれ?]
- プレミアコレクション・シンカ[要説明]
- 『タイムテーブルからみたフジテレビ50年史』フジテレビ編成制作局、2009年、8 - 12頁。